# はてなときのこ
はてなときのこ（5月20日 - ）は、日本のイラストレーター。

## 来歴
愛知県出身。幼少期から絵画を描いていたといい、小学生に上がるまではアオドウガネやクワガタムシを始めとした虫をよく描いていたと話している。中学生の時に『キノの旅 -the Beautiful World-』を図書館で見つけて読み始め、初めてお小遣いで全巻購入したことがある。高校受験のために中学2年生の時にデッサンを始め、高校2年生の時から独学でデジタルイラストを始めた。現役大学生の時に、第24回電撃大賞で大賞に選出された。受賞作の課題文庫には、中学時代の経験をもとに『キノの旅 -the Beautiful World-』を選んでいる。静止画の他にもアニメーション・実写作品などを手がけている。

## 作品一覧
- 『霊子先輩は実写化希望!!』（著: 佐織えり、メディアワークス文庫〈KADOKAWA〉）[3]
- 『四畳半開拓日記』シリーズ（著: 七菜なな、電撃の新文芸〈KADOKAWA〉）[5]
- 『大江戸コボルト -幻想冒険奇譚 江戸に降り立った犬獣人-』（著: 風楼、アース・スターノベル〈アース・スター エンターテイメント〉）[6]